# ZAP Xebra
ZAP Xebra – elektryczny trójkołowy samochód osobowy klasy miejskiej produkowany pod amerykańską marką ZAP w latach 2006–2009.

## Historia i opis modelu

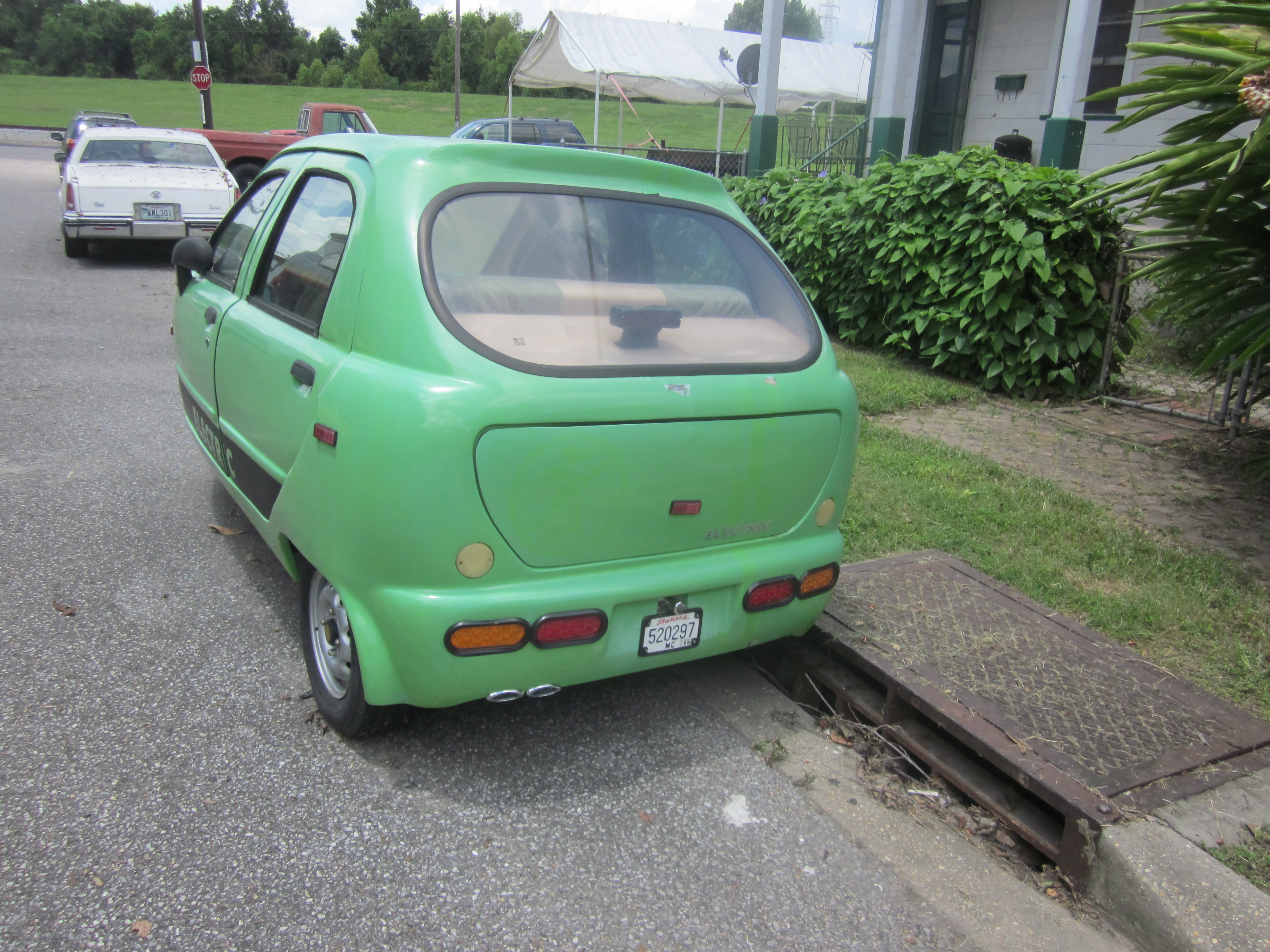
ZAP Xebra - tył

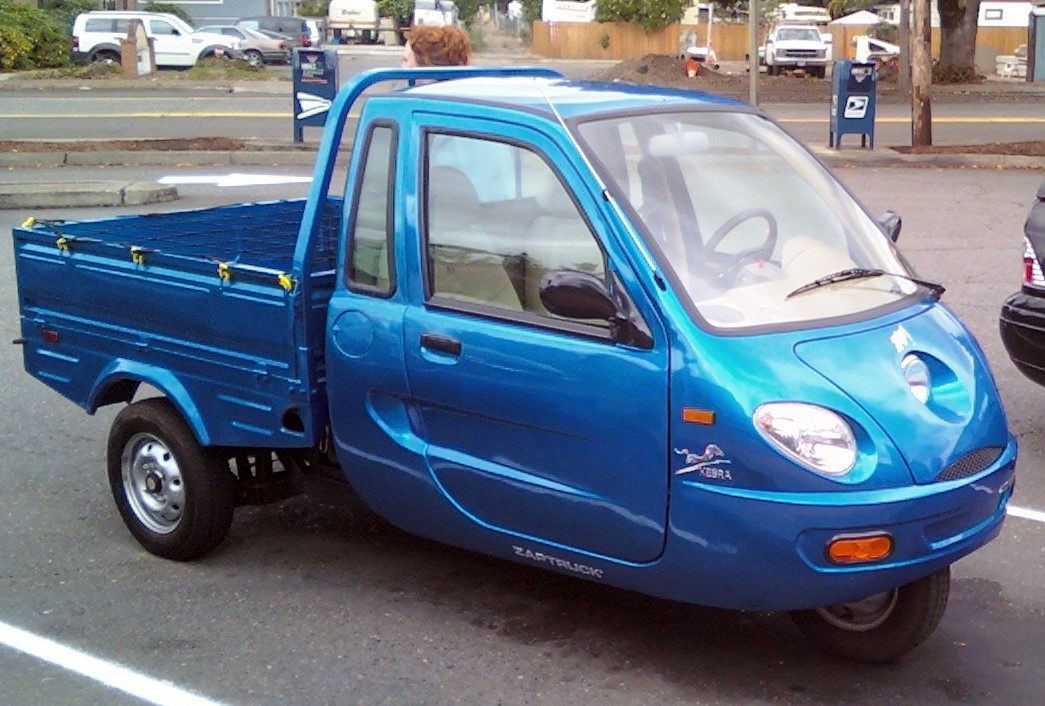
ZAP Xebra Truck

W 2006 roku amerykańskie przedsiębiorstwo ZAP, dotychczas specjalizujące się w produkcji elektrycznych układów napędowych oraz napędzanych prądem rowerów, zdecydowało się wkroczyć do branży motoryzacyjnej. W tym celu nawiązano współpracę z chińskim przedsiębiorstwem Shandong Jindalu Vehicle z miasta Dezhou. Produkowany i oferowany lokalnie model Fulu FL5000ZK został zaadaptowany pod nazwą ZAP Xebra, odróżniając się innymi logotypami oraz oznaczeniami modelu.
Samochód przyjął postać niewielkiego hatchbacka z detalami nawiązującymi do Daewoo Matiza, odróżniając się od niego jednak inną koncepcją układu jezdnego - ZAP Xebra był samochodem trójkołowym, z pojedynczym kołem znajdującym się w centralnym punkcie przedniej części nadwozia. Lekkie nadwozie pojazdu wykonano z włókna szklanego.
Poza wariantem 4-osobowym, ZAP Xebra oferowany był także jako 2-drzwiowy samochód dostawczy ze skrzyniową zabudową transportową typu pickup, wyróżniając się przemodelowanym pasem przednim.

### Sprzedaż
Xebra importowana była z chińskich zakładów Shandong Jindalu Vehicle w Dezhou do Stanów Zjednoczonych, gdzie  samochód sprzedawano przez kolejne 3 lata. Między 2006 a 2009 rokiem sprzedano ok. 700 sztuk pojazdu, które z powodu powracających kłopotów z układem hamulcowych ostatecznie nakazano przez federalną agencję NHTS odkupić i zniszczyć przez dystrybutora, firmę ZAP.

### Dane techniczne
ZAP Xebra był samochodem niskich prędkości, o relatywnie bardzo niewielkiej mocy oraz osiągach elektrycznego układu napędowego. Samochód rozwijał moc 6,7 KM, rozwijając maksymalnie ok. 64 km/h. Akumulator kwasowo-ołowiowy pozwolił na osiągnięcie maksymalnego zasięgu wynoszącego ok. 30 kilometrów na jednym ładowaniu.